# ناوشکن کلاس بی (۱۹۱۳)
ناوشکن کلاس بی (۱۹۱۳) (به انگلیسی: B-class destroyer (1913)) یک کلاس از کشتی است که طول آن ۲۱۰ فوت (۶۴ متر) می‌باشد.